# SHE VT 02
Der Triebwagen SHE VT 02 war ein Fahrzeug der Südharz-Eisenbahn-Gesellschaft (SHE). Er entstand 1931 in deren Werkstatt in Braunlage durch Umbau eines Schmalspurwagens. Es war der erste Triebwagen der Schmalspurbahnen im Harz. Auf seinen Erprobungsfahrten erreichte das Fahrzeug auch den Brockenbahnhof. Der Einsatz des Triebwagens insbesondere auf der schwach frequentierten Zweigstrecke nach Sorge und Tanne war so kostensparend, dass auch die beiden anderen Harzer Schmalspurbahngesellschaften sich zur Anschaffung von Triebwagen entschlossen. Der VT 02 war eine zuverlässige und robuste Konstruktion und führte häufig einen Personenwagen und manchmal auch Güterwagen mit sich. Das Fahrzeug stand bei der Gesellschaft bis zur Betriebseinstellung 1963 in Dienst. Der VT 02 war der erste schmalspurige dieselelektrische Triebwagen in Deutschland und wurde bei einem Unfall beim Streckenabbau der SHE an der Frontseite beschädigt und später verschrottet.

## Geschichte
Dem Triebwagen ist das Bezeichnungsschema der Sekundärbahnen von Herrmann Bachstein zugrunde gelegt. In der Zeit der Weltwirtschaftskrise sah sich das Unternehmen gezwungen, den Betrieb auf ihren Strecken zu rationalisieren. Nachdem mit dem OWE T 01 bereits ein Personenwagen in einen Triebwagen umgebaut wurde, wurde in der Werkstatt Braunlage der SHE der Neubau eines Schmalspurtriebwagens zur Bewältigung des Verkehrs auf schwach frequentierten Strecken realisiert.
Unter der Leitung des Regierungs-Baumeisters Ahrens entstand aus einem Spenderfahrzeug, dessen Wagenkasten ohnehin erneuert werden musste, ein 28 t schwerer Triebwagen mit Gepäckabteil. Nach Fertigstellung wurde er mit Probefahrten getestet, wobei auch der Bahnhof Brocken angefahren wurde. Nach Genehmigung durch die Privatbahnaufsicht in Hannover wurde das Fahrzeug im August 1931 in Betrieb genommen. Danach entschlossen sich die benachbarten Nordhausen-Wernigeroder Eisenbahn-Gesellschaft mit den NWE T 1 bis 3 und die Gernrode-Harzgeroder Eisenbahn-Gesellschaft mit ihrem GHE T 1 zur Beschaffung von Triebwagen.
Ende 1933 hatte der Triebwagen nach 29 Monaten durch die Übernahme von Leistungen von Dampflokomotiven eine Fahrtleistung von 162.092 km erbracht, 1933 allein 62.000. Die Betriebsleitung der SHE schätzte, dass sich die Investitionen für den Bau des SHE VT 02 durch Einsparungen nach drei Jahren Betrieb wieder eingespielt hätten. Der Triebwagen erwies sich durch seine robuste Maschinenanlage von MAN als sehr zuverlässig; in drei Jahren hatte er nur 43 Ausfalltage, von denen 34 auf planmäßige Revisionen entfielen. Der Triebwagen war hauptsächlich auf der Strecke nach Tanne eingesetzt. Oft verkehrte er mit einem vierachsiger Reisezugwagen, manchmal zusätzlich noch mit einem zweiachsige Güterwagen für Gepäck- und Stückguttransport.
Mit Einsatz des Mitte des Jahres 1960 beschafften VT 14 wurde der Triebwagen Reservefahrzeug. Nach Einstellung des Personenverkehrs wurde er abgestellt. Beim folgenden Streckenabbruch verunglückte er und wurde 1963 verschrottet.

## Konstruktive Merkmale
Der Spenderwagen für die Konstruktion des Triebwagens war ein vierachsiger Personen-Post-Gepäckwagen der SHE, der in der Werkstatt erneuert werden musste. Auf das Untergestellt wurde ein hölzernes Skelett mit den Umrissen des Wagenkastens aufgesetzt. Dieses wurde mit Blech verkleidet. Ein Drittel des Wagenkasten benötigte die Antriebseinheit. Dieser Raum konnte für Gepäck verwendet werden und besaß Schallschutz zum Fahrgastabteil und dem angrenzenden Führerstand. Der verbleibende Fahrgastraum bot noch Platz für 20 Sitzplätze der 3. Klasse in Holzausführung und 6 für die 2. Klasse mit Polstersitzen. Dazu kamen noch 10 Stehplätze.
Die Maschinenanlage des Triebwagens war auf einem Fundamentrahmen befestigt, der über die demontierbare Stirnwand in das Wageninnere über dem Motordrehgestell platziert wurde. Die Anlage bestand aus einem Dieselmotor von MAN, der 200 PS (147 kW) bei 900/min beziehungsweise 220 PS (162 kW) bei 1000/min leistete. Er war über eine Scheibenkupplung mit dem Hauptgenerator von AEG verbunden, der Strom für die beiden im anderen Drehgestell untergebrachten Tatzlager-Fahrmotoren lieferte.
Der Motor wurde mit Druckluft gestartet, die Luftflaschen dafür waren über dem Motor angebracht. Der Haupttank des Triebwagens befand sich unter dem Wagenkasten. Vor Dienstbeginn und bei Zwischenhalten musste mit einer Handpumpe Kraftstoff in einen weiteren, oberhalb des Motors angebrachten Behälter gepumpt werden. Der Triebwagen hatte keine Kraftstoffpumpe, die Kraftstoffversorgung wurde über das natürliche Gefälle sichergestellt. Deshalb musste Triebwagen stets mit der Motorseite Richtung Bergseite aufgestellt werden.